# Lüdersdorf/Biesdorf
 Lüdersdorf/Biesdorf (auch Lüdersdorf-Biesdorf) war eine von 1974 bis 1997 existierende Gemeinde im Kreis Bad Freienwalde, zuerst im Bezirk Frankfurt (Oder) der Deutschen Demokratischen Republik, von 1990 bis 1993 im Landkreis Bad Freienwalde des Landes Brandenburg und schließlich von 1993 bis zur Eingliederung 1997 in die Gemeinde Wriezener Höhe im Landkreis Märkisch-Oderland (Brandenburg). Der Gemeindeverband existierte als Ortsteil noch bis zur Eingliederung von Wriezener Höhe 2003 in die Stadt Wriezen weiter und wurde erst dann völlig aufgelöst.

## Geschichte
Mit der Kreisreform von 1872 in Preußen waren Lüdersdorf und Biesdorf selbständige Landgemeinden im damaligen Landkreis Oberbarnim geworden. 1826 waren die Rittergüter Lüdersdorf und Biesdorf von Albrecht Daniel Thaer angekauft worden. 1830 kamen beide Orte an dessen Tochter Caroline und dessen Schwiegersohn Prof. Franz Körte, 1850 bis 1872 an Emil Kögel. Die Gemeinde Biesdorf war bereits 1928 in die Gemeinde Lüdersdorf eingemeindet worden. Die Eingemeindung von Biesdorf in Lüdersdorf wurde zum 1. Januar 1945 rückgängig gemacht. In der Kreisreform von 1952 wurden die damals eigenständigen Gemeinden Lüdersdorf und Biesdorf dem neu geschaffenen Kreis Bad Freienwalde zugeordnet. Am 1. Januar 1974 schlossen sich die beiden Gemeinden erneut zusammen und bildeten die neue Gemeinde Lüdersdorf/Biesdorf, häufig auch Lüdersdorf-Biesdorf geschrieben. Im Zuge der Ämterbildung 1992 im Land Brandenburg wurde zum 19. Juni 1992 das Amt Wriezen-Land gebildet, das 1994 in Amt Barnim-Oderbruch umbenannt wurde und zum 4. Juni 1992 das Amt Wriezen. Lüdersdorf/Biesdorf hatte sich zusammen mit Altwriezen/Beauregard, Eichwerder, Rathsdorf, Schulzendorf und der Stadt Wriezen dem Amt Wriezen angeschlossen.
Zum 31. Dezember 1997 schloss sich Lüdersdorf/Biesdorf (Amt Wriezen) mit den Gemeinden Haselberg und Frankenfelde (Amt Barnim-Oderbruch) zur neuen Gemeinde Wriezener Höhe zusammen; die neue Gemeinde war amtsangehörige Gemeinde des Amtes Barnim-Oderbruch. Lüdersdorf/Biesdorf wurde nun ein Ortsteil von Wriezener Höhe. Im Zuge der Gemeindereform in Brandenburg wurde die Gemeinde Wriezener Höhe zum 26. Oktober 2003 in die Stadt Wriezen eingegliedert und aufgelöst. Lüdersdorf, Biesdorf, Frankenfelde und Haselberg bilden heute jeweils Ortsteile der Stadt Wriezen. Damit wurde auch der Gemeindeverband zwischen Lüdersdorf und Biesdorf aufgelöst.

## Belege